# بيي ويلسون
بيي ويلسون (بالإنجليزية: Bee Wilson)‏ هي صحفية وكاتِبة بريطانية، ولدت في 7 مارس 1974 في أكسفورد في المملكة المتحدة.